# Туманський Василь Григорович
Василь Туманський (1723—1809) — генеральний писар в 1762—1781 роках за правління гетьмана Кирила Розумовського та Другої Малоросійської колегії, бунчуковий товариш, дійсний статський радник (1779 р.). 

## Навчання
В 1739 році закінчив Києво-Могилянську академію. Ще навчаючись Києво-Могилянській академії почав працювати у полковій канцелярії Переяславського полку.

## Державна служба

### Початок
Закінчивши академію, став військовим канцеляристом Генеральної військової канцелярії.
В 1748 році отримав звання старший військовий канцелярист. З 1750 по 1751 роки був полковим писарем Переяславського полку.
Служив бунчуковим товаришем у Київському полку.

### Урядування в Глухові
Після відставки Андрія Яковича Безбородька був обраний 8 березня 1762 року на посаду Генерального писаря в уряді Кирила Розумовського.
10 листопада 1764 року в статусі Генерального писаря увійшов до складу Другої Малоросійської колегії. На цій посаді він перебував до 1781 року.

## Родина
Дід Туманський Тимофій Гнатович (??? - 1710), польський шляхтич, який переселився у 1678 р. на Лівобережну Україну і осів у Борисполі, де одружився на представниці роду Дарицьких. У 1710 р. внаслідок спалаху епідемії чуми Тимофій Гнатович разом з дружиною та синами Федором і Петром захворіли та померли "оставя по себе малолетнего сына Григория Тимофеевича Туманского"  
Батько Туманський Григорій Тимофійович (? - 1772) - був протопопом Різдвобогородицької церкви у м. Нова Басань  
Брат Туманський Андрій Григорович (нар. бл. 1727) — був, я і батько, протопопом Різдвобогородицької церкви у м. Нова Басань
Брат Туманський Йосип Григорович (бл. 1730—1795) — був дипломатом в уряді Кирила Розумовського та секретарем Другої Малоросійської колегії, завершив кар'єру на посаді голови Новгород-Сіверської палати карного суду в чині статського радника
Брат Туманський Федір Григорович (бл. 1731-1807) — був значковим та військовим товаришем Київської полкової канцелярії, київським полковим осавулом, членом Генерального військового суду Київського полку, бунчуковим товаришем, заседателем та колезьким асесором Козельцького повітового суду, предводителем дворянства Козелецького повіту, підкоморієм Козелецького повіту в чині надвірного радника
Брат Туманський Іван Григорович (нар. бл. 1740) - був секретарем Сенату, головою Київської казеної палати, статським радником, письменником та перекладачем кінця XVIII ст.
Сестри: Олена, Тетяна та Анастасія 
Від першого шлюбу мав доньку Анастасію Тарновську.
В 1751 році одружився з донькою генерального судді Федора Лисенка. Разом з другою дружиною Уляною Федорівною Лисенко (? — 1809) виховували семеро дітей:
- Марія Миклашевська,
- Михайло (1758—1828),
- Олена Кочубей (бл. 1762—1836),
- Іван (1763 — ?),
- Григорій (1764—1811),
- Федір (1765-?),
- Олександр (бл. 1765-?)[3]